# Хаким, Сибгат Тазиевич
Хаки́м Сибга́т Тази́евич (настоящая фамилия — Хакимов; 1912—1986) — советский татарский поэт. Член ВКП(б) с 1943 года. Участник Великой Отечественной войны. Отец Р. С. Хакимова. народный поэт Татарской АССР (1986).

## Биография
Сибгат Хаким родился 4 декабря (12 декабря) 1911 года в деревне Кулле-Кими (ныне административный центр муниципального образования «сельское поселение Кулле-Киминское», Атнинский район, Республика Татарстан) в бедной крестьянской семье. В 1931 году учился на рабфаке в Казани, затем поступил в Казанский педагогический институт, который окончил в 1937 году.
Призван в Красную Армию в 1941 году, с мая 1942 года участник боевых действий. За боевые заслуги командир взвода стрелковой роты 1243-го стрелкового полка 375-й стрелковой дивизии лейтенант Хакимов в августе 1943 года награждён орденом Красной Звезды.
В 1963—1967 годах был членом Президиума Верховного Совета Татарской АССР. В 1965 году стал секретарём СП РСФСР.

## Творчество
Первые произведения Хакима были опубликованы в 1931 году. Отдельным сборником его стихи вышли в 1938 году — «Первые песни» («Беренче җырлар»). В 1939—1940 годах вышли его поэмы о Г. Тукае «Пара гнедых» («Пар ат») и «Детство поэта» («Шагыйрьнең балачагы»). В военные и послевоенные годы Хаким создал ряд произведений о войне, героизме, подвигах на фронтах и в тылу. Его перу принадлежат поэмы «Садоводы» («Бакчачылар»), «Через кручи» («Үрләр аша», о строительстве нефтепровода «Дружба»), «Дуга» (о Великой Отечественной войне). Также Хакимом были написаны сборники поэзии «По зову Ленина» («Ленин фәрманы белән») и «С Лениным сердце мое говорит» («Күңелем Ленин белән сөйләшә»).

## Награды и премии
- народный поэт Татарской АССР (1986)
- Республиканская премия имени Габдуллы Тукая (1960)
- Государственная премия РСФСР имени М. Горького (1970) — за поэмы «Письмо Ленину от крестьян деревни Кокушкино», «По зову Ленина» (1958), «С Лениным сердце мне говорит» (1970) и стихи последних лет
- орден Ленина (15.12.1971)
- орден Октябрьской Революции (16.12.1981)
- орден Отечественной войны II степени (11.03.1985)
- орден Трудового Красного Знамени (14.06.1957)
- орден Красной Звезды (23.08.1943)
- медали

## Память
Похоронен на Татарском кладбище в Казани.
Его имя носит улица в Ново-Савиновском районе Казани и улица в Набережных Челнах.

## Издания на русском языке
- Избранное. Казань, 1952
- Избранное. М., 1984
- С песней в сердце. М., 1952
- Летняя заря. Казань, 1954
- Стихотворения и поэмы. М., 1954
- Волнения и тревоги. Казань, 1957
- Дневник беспокойной души. М., 1960
- Цветы бури. М., 1962
- Стихи. М., 1964
- Небо в глазах. Казань, 1966
- Через кручи. М., 1968
- Вечные ветви. М., 1971
- Стихи последних лет. М., 1973
- Врата времен. М., 1977
- Вся синь весны. М., 1981
- Десять ключей на горе. Казань, 1981
- Близкая даль. М., 1985